# Ђаковачко-осјечка надбискупија
Ђаковачко-осјечка надбискупија је метрополија и надбискупија Католичке цркве.
Надлежни метрополит и надбискуп је монсињор Марин Сракић, а сједиште надбискупије се налази у Ђакову.

## Историја
Надбискупија је настала сједињавањем старих бискупија, Босанске и Сријемске. То је учињено булом папе Климента XIV, Universi orbis Ecclesiis, од 9. јула 1773, и отада је носила име Сријемска бискупија.
У доба НДХ, бискуп је био Антун Акшамовић, сарадник усташа. Дао је штампати летке, којима је позивао православне Србе на прелазак у католицизам и да се хрватизирају.
Дана 18. новембра 1963. године је промијењено име у Ђаковачка или Босанска и Сријемска бискупија, често скраћено називана Ђаковачка и Сријемска или Ђаковачко-сријемска бискупија.
Дана 18. јуна 2008. године, одлуком папе Бенедикта XVI, поновно је успостављена Сријемска бискупија, а остали дио Ђаковачке и Сријемске бискупије је уздигнут на достојанство надбискупије и преименован у Ђаковачко-осјечку надбискупију.

## Метрополија
Ђаковачко-сријемска надбискупија је уједно и метрополија и подложне су јој суфраганске бискупије: Пожешка и Сријемска.
Према подацима из 2006, У Ђаковачко-осјечкој надбискупији има укупно 460.310 католика (32,2% становништва), 267 свештеника и 180 жупа.
Она је једина надбискупија у Хрватској, гдје је број католика мањи од половине укупног броја становништва.